# 舌骨
舌骨（ぜっこつ、英語: Hyoid bone、ラテン語: Os hyoideum）とは、四肢動物において、祖先の魚類の鰓弓構造に由来する骨である。
ヒトの舌骨は、下顎と咽頭の間に存在するU字形をした骨である。他の骨と関節がない人間の首の骨で、首の筋肉によって支持され、舌根を支持する。蹄鉄型をしており、茎突舌骨靱帯によって、側頭骨の茎状突起の先端につるされている。
楕円船形をした体と、体の前面左右両側に付属した2個の小角、小角と体の隣接部から後上方に左右に細長く伸びる2個の大角によって構成されている
英名であるHyoid boneは、現代ラテン語のhyoīdēsから名付けられた。ギリシャ文字の大文字Υ(Upsilon)がUそのものを表し、またyとhyもUを意味する。英語hyoid、フランス語hyoïdeを経て現代ラテン語hyoīdēsからとられ、これはhyのような形をしたという意味となり、つまり、大文字Uのような形をしたという意味を表す。

## 体
体は中央にある四角形の部分である。

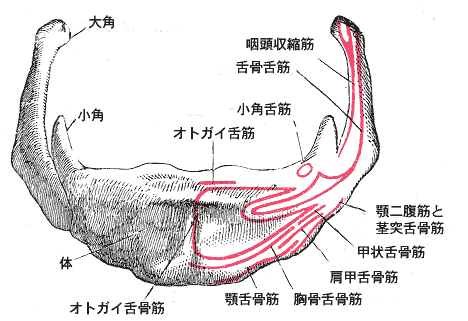
舌骨前面図

前面は前上方に凸型であり、その上半分でわずかに下向きの凸状を持つ顕著な斜走隆線が交差する。そして多くの場合、中央の垂直隆線が体を左右に分割する。横線より上の垂直隆線は大部分の標本で確認できるが、下ではごくわずかな標本でのみ明らかである。斜走隆線の上部と下部の大部分の範囲にオトガイ舌骨筋が停止する。舌骨舌筋の起始はオトガイ舌骨筋停止部の側部に刻み目をつける。斜走隆線の下に顎舌骨筋、胸骨舌骨筋、肩甲舌骨筋が停止する。
後面は後下方になめらかな凹面で、甲状舌骨膜と大量のゆるい疎性結合組織にて喉頭蓋から分離されている。a bursaは舌骨と甲状舌骨膜の間に入る。
上縁は丸く、甲状舌骨膜といくらかのオトガイ舌筋の腱膜の繊維が付く。
下縁は平均的に胸骨舌骨筋、その横の肩甲舌骨筋、場合によっては甲状舌骨筋の一部が停止する。また、Levator glandulæ thyreoideæが存在するときはここにつく。
若い頃は側面の大角との連結部は、軟骨結合となっているが、中年以降では骨となっている。

## 大角
大角とは、体の両側から後ろに伸びる部分で、縦に長い扁平で、後ろの方に行くに従い細くなっている。両端は側方hyothyroid靭帯に繋がる結節で終わっている。その上面はその両端の境界に似てざらざらしている。これは筋肉が接続するためである。この筋肉のうち最大のものは、角の長さ方向全体に渡って伸びる舌骨舌筋及び咽頭収縮筋mediusである。顎二腹筋と茎突舌骨筋は、体と角の接続部の近くの前側で小さく交差している。甲状舌骨膜が体の中央部に接続しており、体の両側の前側で甲状舌骨筋と交差している。

## 小角
小角は左右に一対有る小さな上向きの円錐形で体と大角の間の連結部に付いている。線維組織により体につながっており、場合によっては大角と明確な可動結合関節によって結合している。これは通常、一生を通じて存続するが、強直する事もある。
小角は体の斜走隆線の線上に位置し、形態的に連続しているように見える。角の頂点は茎突舌骨靱帯が付く。小角舌筋は底の内側から起こる。

## 骨化
舌骨は体が二つと大角、小角それぞれ一つずつの合計6ヶ所から骨化する。大角の骨化は出生直前に始まり、体ではその直後に、小角は出生後1年から2年後に始まる。

## 骨折
舌骨はその位置のため、骨折を起こしにくい。異状死の場合、舌骨の骨折は絞殺の強い徴候である。